# Čeremoš
Čeremoš (ukrajinsky Черемош, rusky Черемош nebo Черемошель, polsky Czeremosz, rumunsky Ceremuș, německy Tscheremosch, maďarsky Cseremos) je řeka na pomezí Ivanofrankivské a Černovické oblasti na jihozápadě Ukrajiny. Je 80 km dlouhá (s delší zdrojnicí 167 km). Povodí má rozlohu 2560 km². Okolo horního toku žijí Huculové.

## Průběh toku
Vzniká u obce Usteriky soutokem řek Černý Čeremoš (délka 87 km) a Bílý Čeremoš (délka 51 km), které stékají ze severní části Východních Karpat. Vine se hlubokým údolím zhruba severovýchodním směrem přes město Vyžnice, kde opouští Karpaty a vtéká do jejich podhůří. Postupně mění směr na východní, teče kolem města Vaškovce a u Zavillje ústí zprava do Prutu (povodí Dunaje) jako jeden z jeho největších přítoků.

## Historický význam
Čeremoš od středověku sloužil jako hraniční řeka mezi Polskem a Moldávií (potažmo později Osmanskou říší); po ovládnutí celé oblasti Rakouskem koncem 18. století vytyčoval hranici mezi Haličí a Bukovinou. Po první světové válce tudy vedla hranice mezi Polskem a Rumunskem a po druhé světové válce zde zůstala vnitrostátní hranice mezi Ivanofrankivskou a Černovickou oblastí na Ukrajině.

## Vodní stav
Zdroj vody je smíšený s převahou dešťového. Průměrný průtok vody pod soutokem zdrojnic je 26,6 m³/s.

## Využití
Řeka je velmi oblíbenou destinací vodní turistiky.

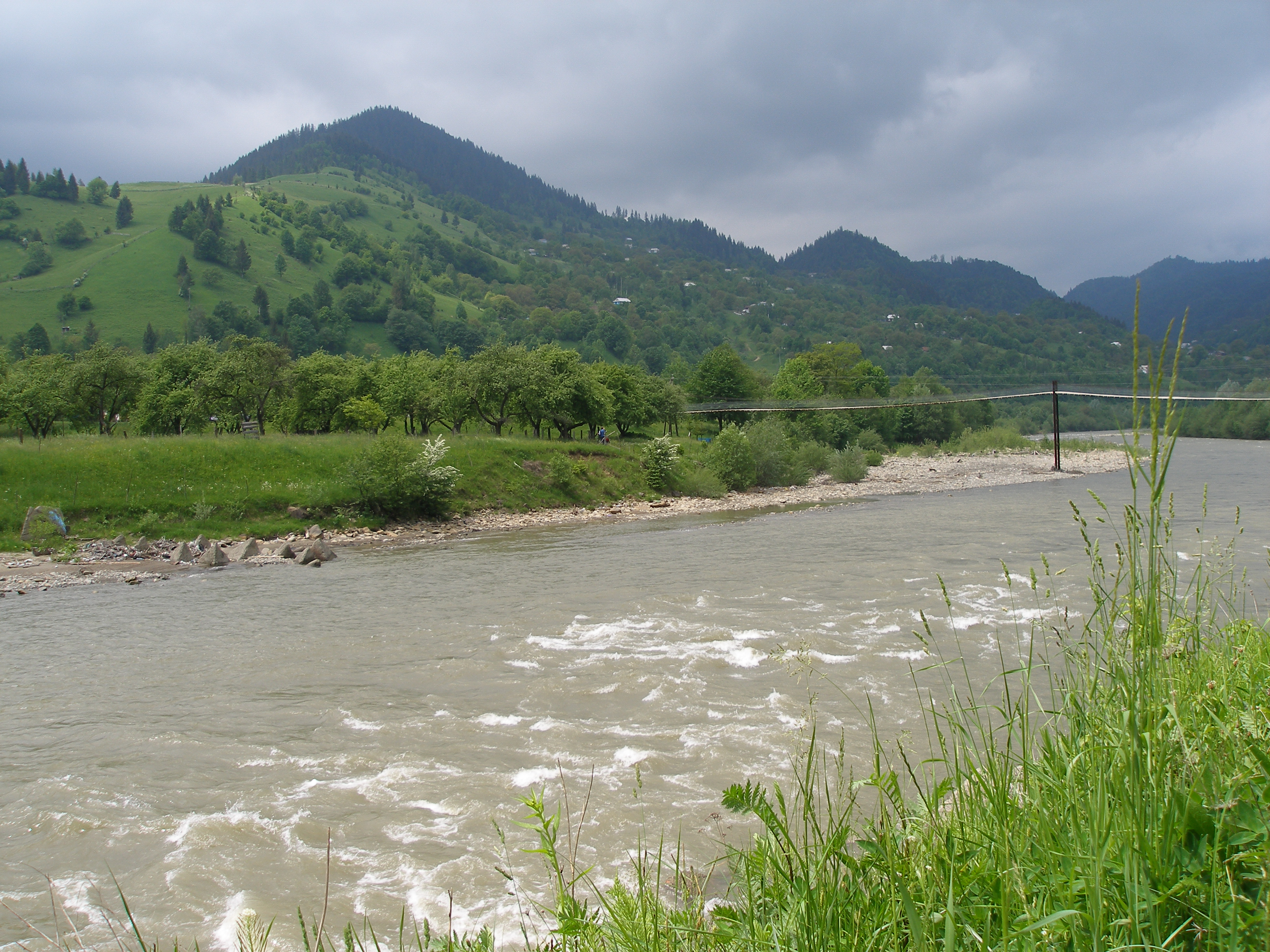
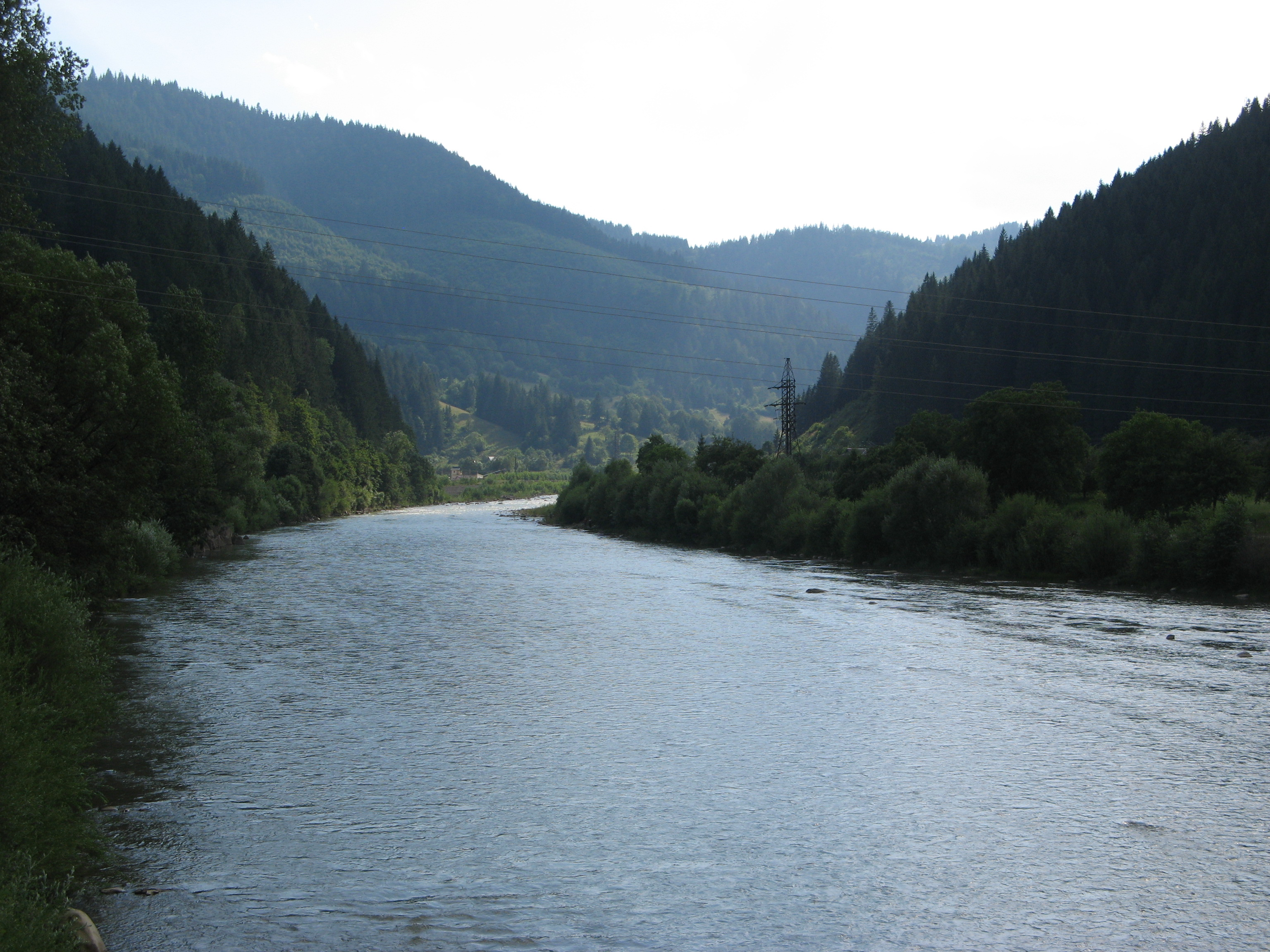
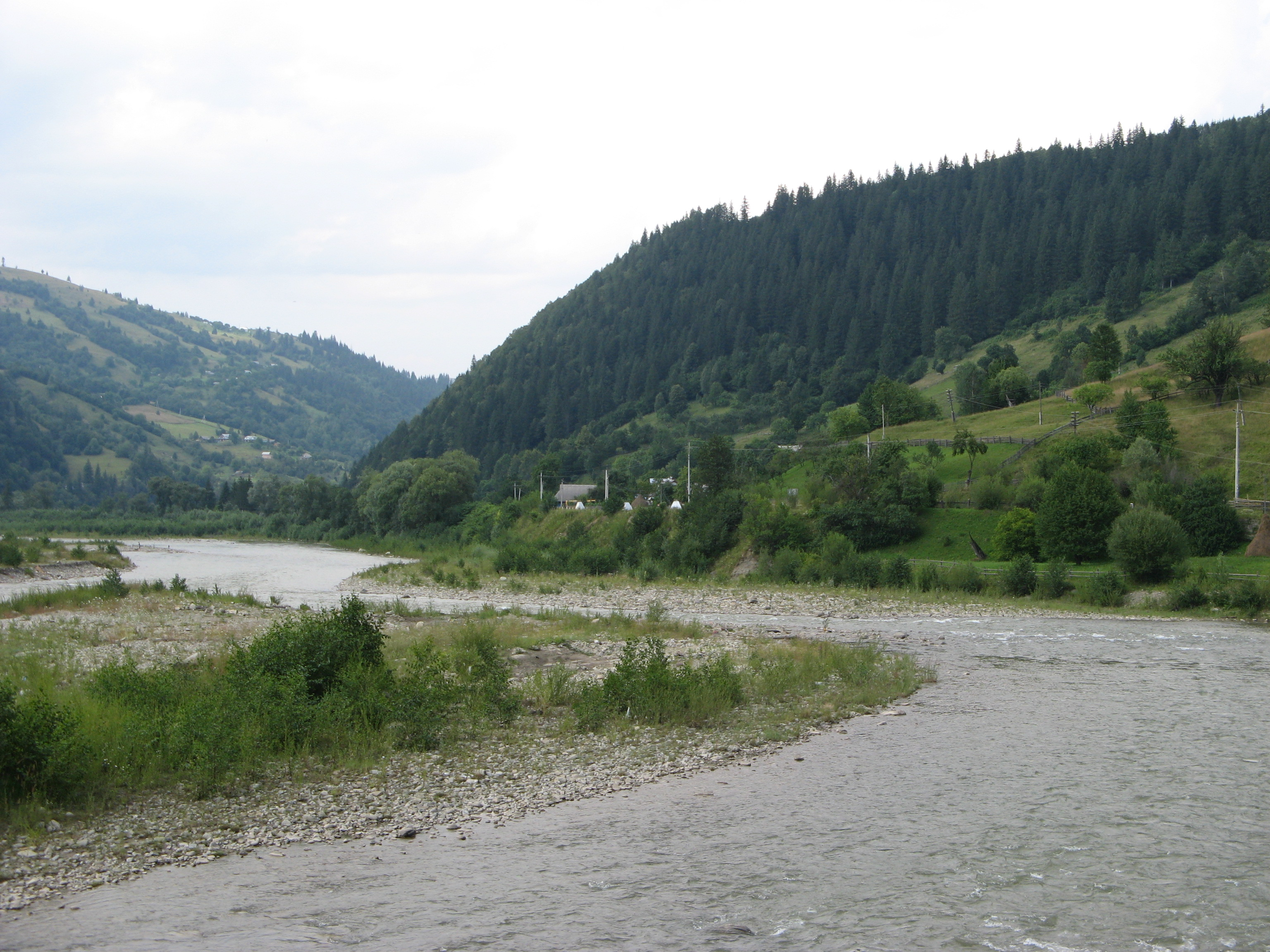
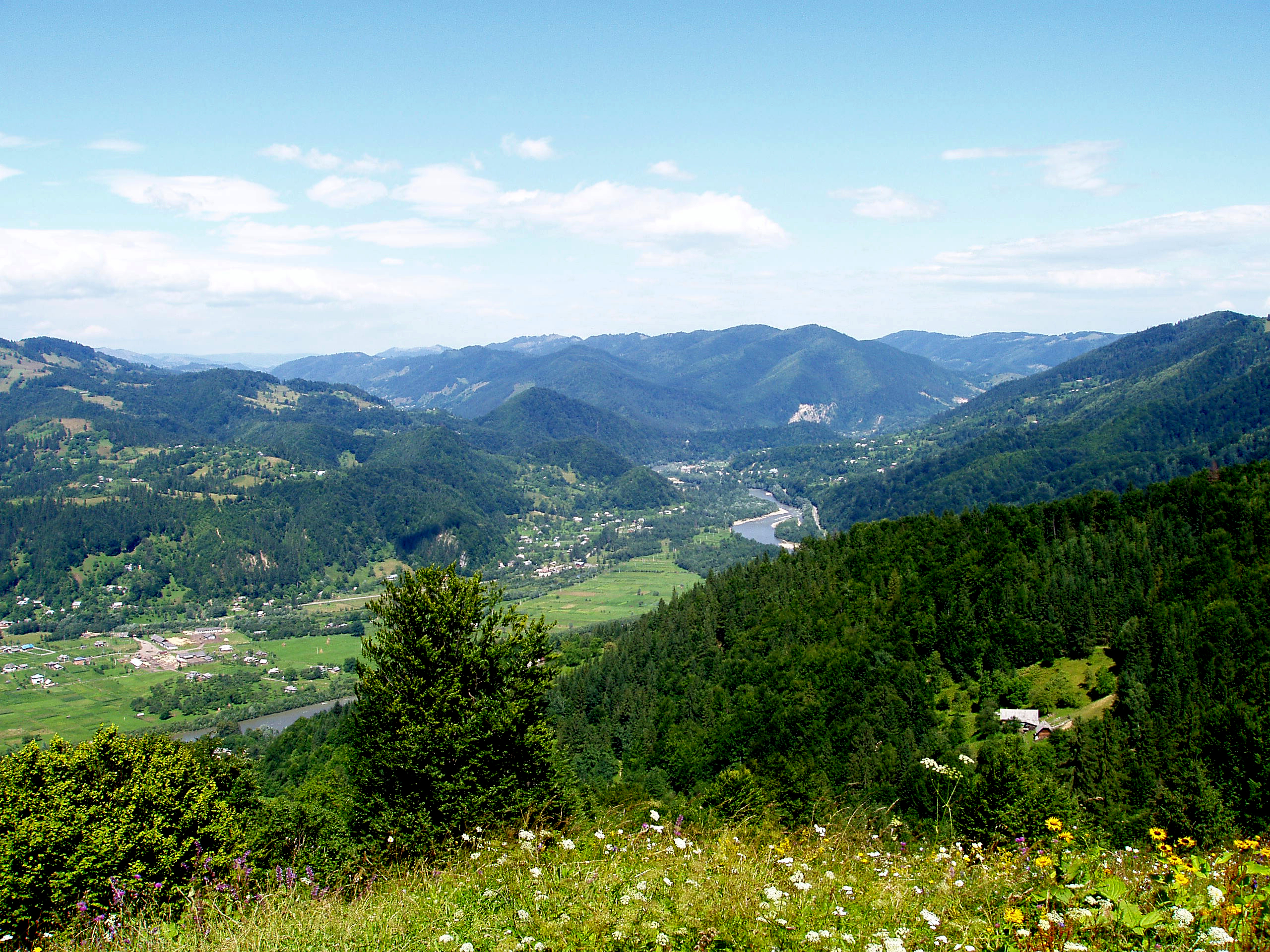
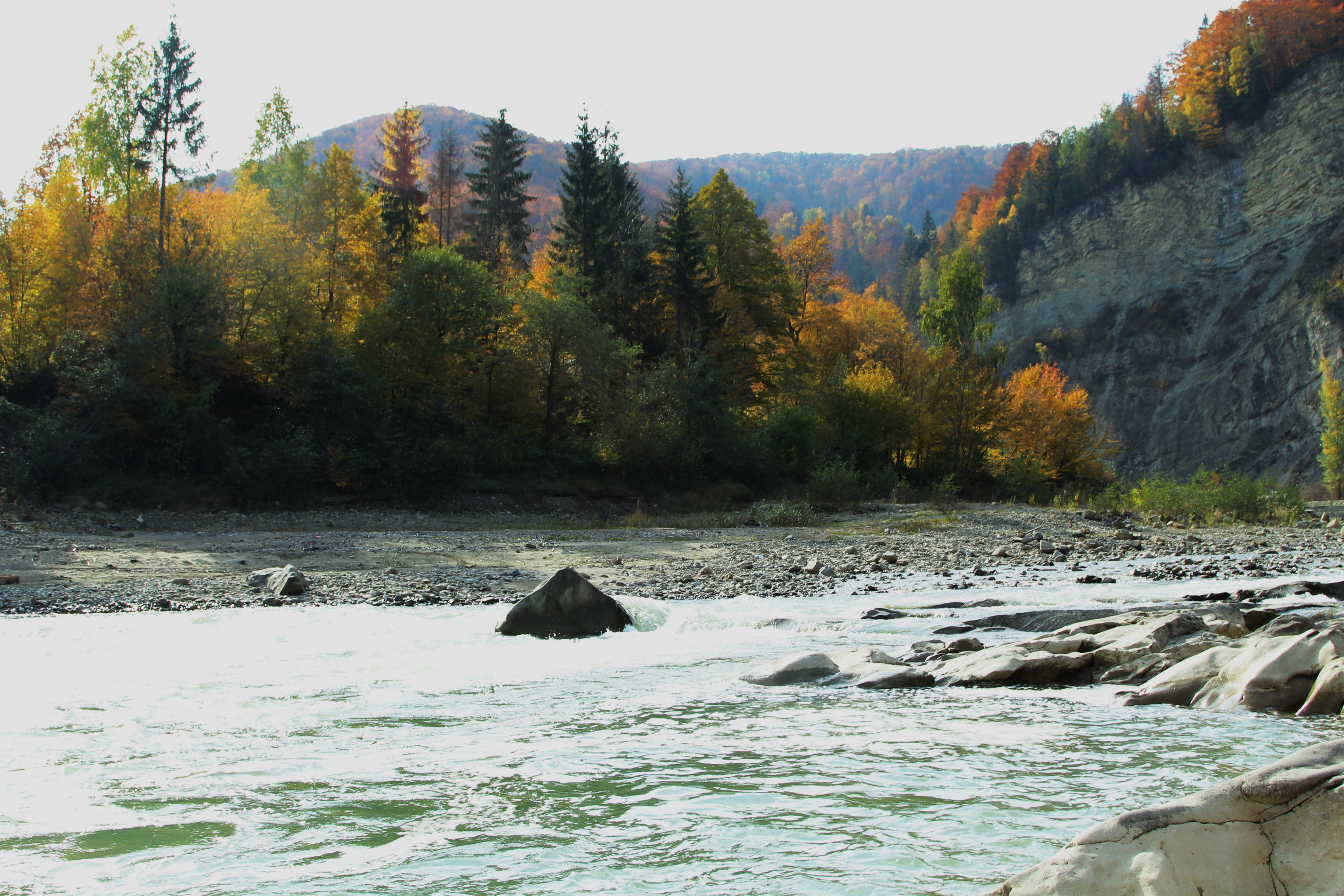
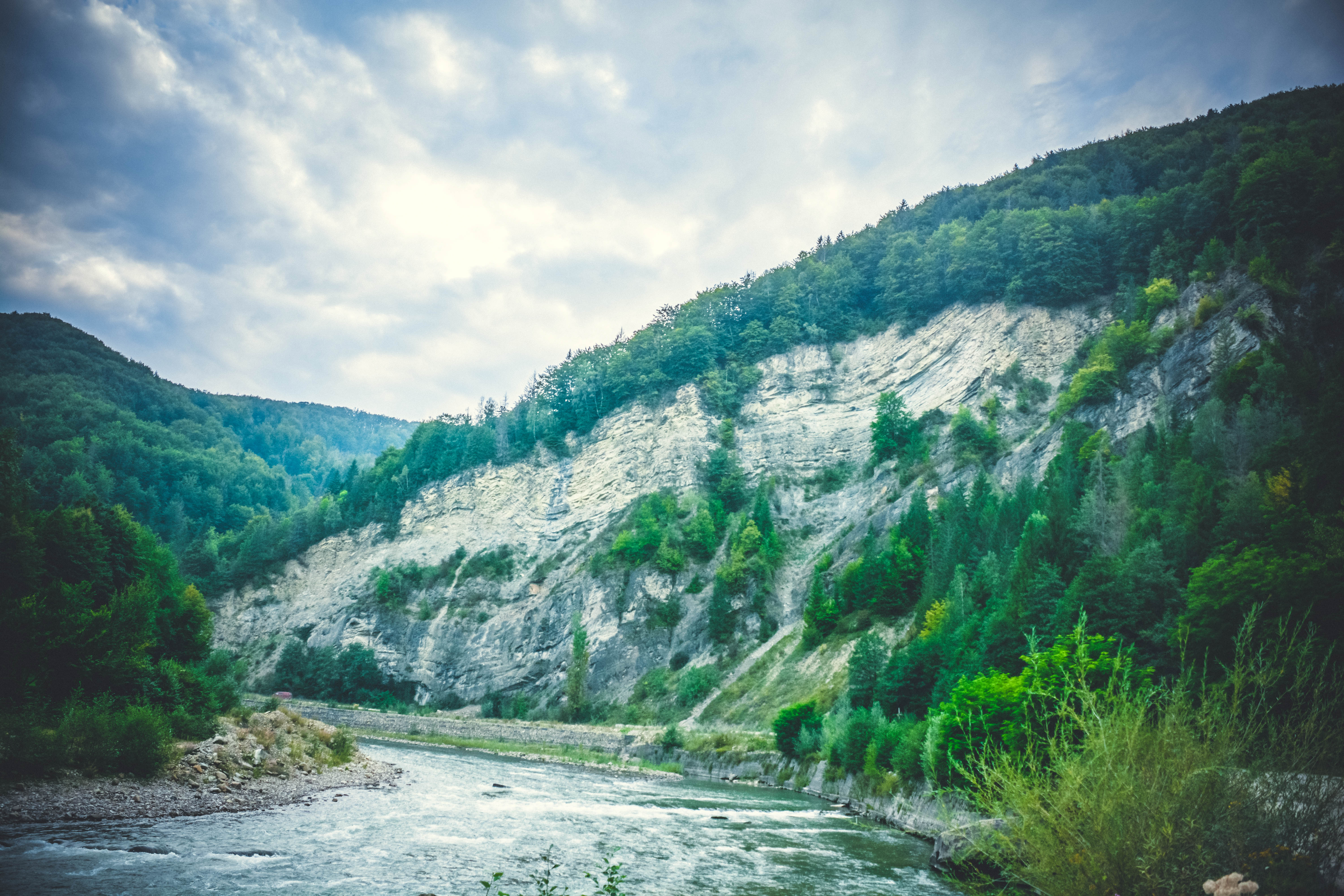
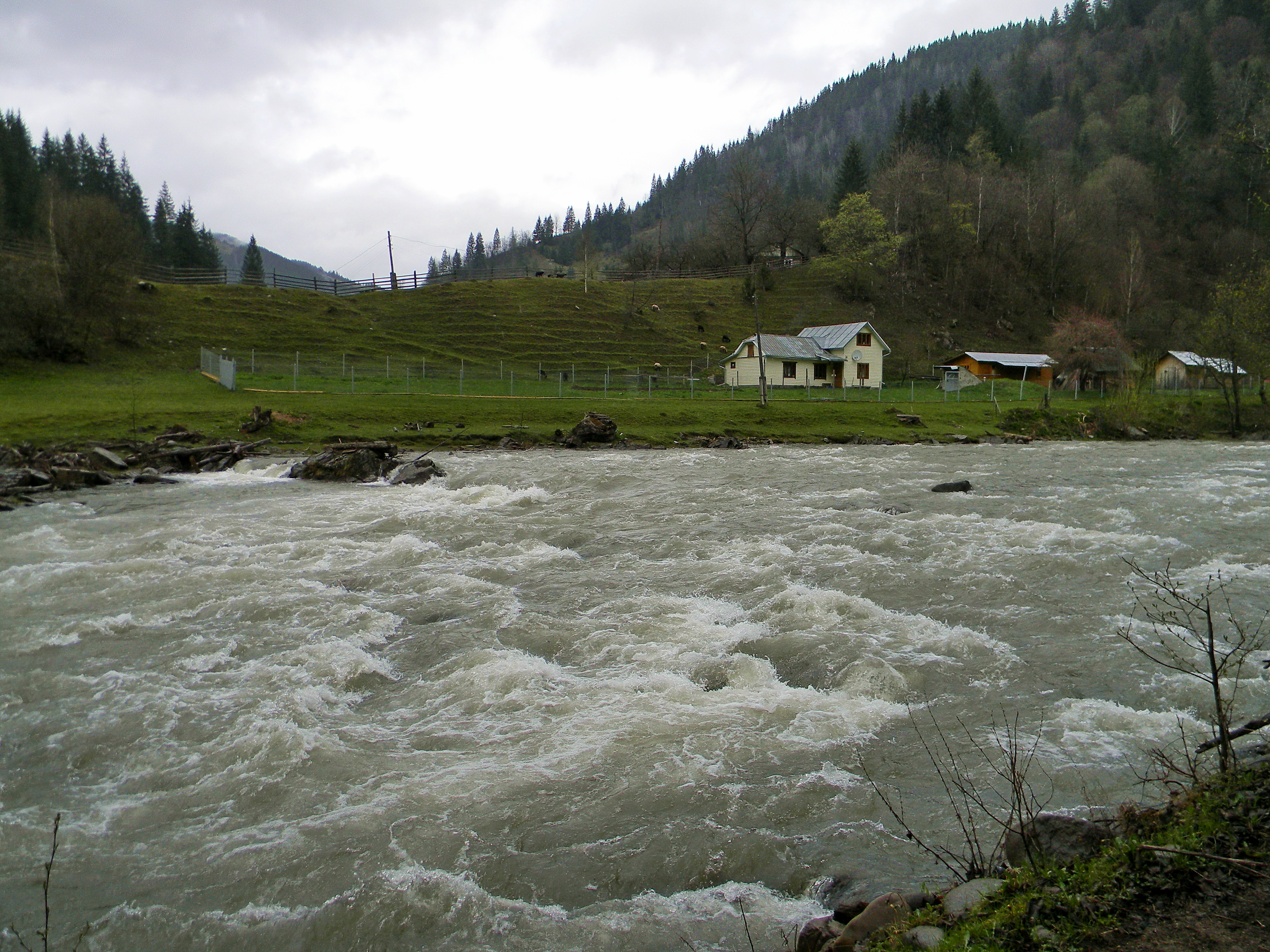
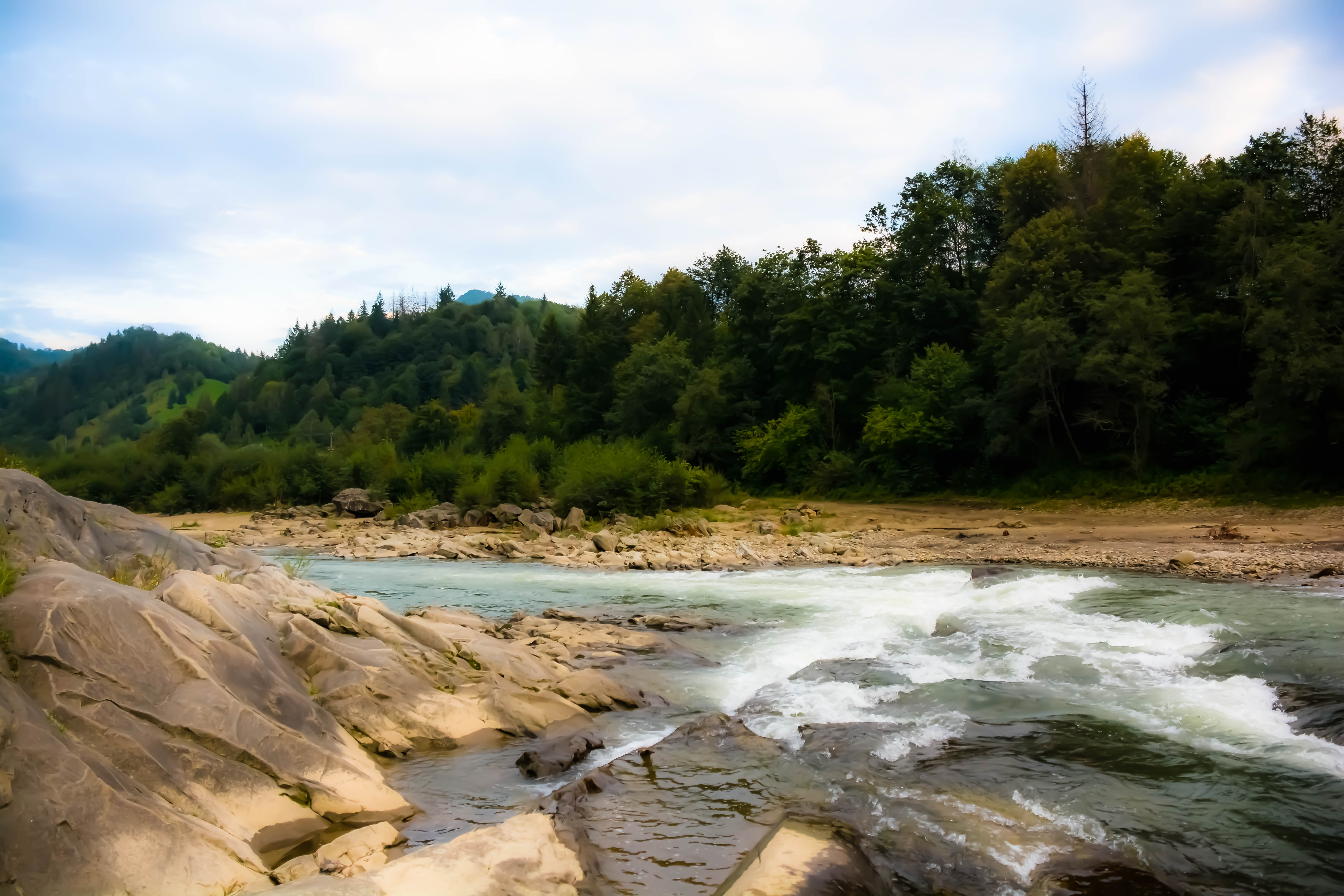